# Sevenoaks
Sevenoaks è una cittadina di 18 588 abitanti della contea del Kent, nel sud-est dell'Inghilterra. Lo sceneggiato RAI del 1970 Un certo Harry Brent fu ambientato e girato lì. Il suo nome significa in inglese Sette querce.

## Luoghi ed edifici d'interesse
- Knole House

## Amministrazione

### Gemellaggi
- Pontoise, Francia
- Rheinbach, Germania